# 貫心流
貫心流（かんしんりゅう）は、宍戸司箭家俊が開いた日本の古武道の流派。剣術・居合・長刀（薙刀術）・柔術などが伝わっていた。「司箭流」とも呼ばれ、特に薙刀術は司箭流の流名を用いている場合が多い。

## 歴史
宍戸司箭以前は、源義経を遠祖とし、義経の家来・由利忠太正之の子孫が室町時代末期に安芸国広島へ伝えたと伝承されている。
安芸の五龍城主・宍戸元家の三男であった家俊は、由利正俊より義経伝とされる武術を学んだ。家俊は薙刀術から槍術を編み出し、元亀元年（1570年）に貫心流を開いた。家俊は伊予の河野通昭に貫心流を伝えた。その後、江戸時代に河野氏出身の築山通護（河野より改姓）が広島藩に仕えたことにより、再び広島で伝承されるようなった。築山家は代々、広島藩で貫心流を伝承した。築山通楞の代から築山家は関口流も伝承している。
元禄年間には溝口甚五右衛門鉄柱無端によって阿波国徳島に伝わった。
徳島で貫心流を学んだ細義知は、貫心流の正伝を求めて広島藩に赴き、築山通欽より貫心流を学んだ。広島藩出身の頼山陽も築山通欽より貫心流を学んでいる。その後、義知は広島に留まり道場を開いた。
義知の孫の細致知は、貫心流を学んだ後、江戸の練兵館（神道無念流）でも修行した。当時の広島藩では武術流派は秘密主義をとっていたが、致知は道場の見学を解禁したので門弟が増えたという。
幕末には広島藩、徳島藩で隆盛をきわめた。特に広島藩では明治元年（1869年）、貫心流以外の剣術流派が禁じられ、廃藩まで広島藩の剣術は貫心流のみとなった。
広島、徳島ではすでに絶えたが、明治43年（1910年）に大日本武徳会の剣道師範として兵庫県姫路市に派遣された、徳島県出身の長野充孝が伝えた系統が、島根県松江市に居合を中心に、姫路に剣術を中心に現存する。
松江には、長野充孝の弟子の神竹静一によって伝えられ、日本古武道協会に加盟して活動している。この系統では、居合術を中心に剣術、小太刀、杖術、柔術を伝えている。
姫路の系統では、剣道の高段者を中心に受け継がれてきたが、将来的に継承が危惧され、平成8年（1996年）に組織的継承を目的として長野充孝の弟子・三浦経一を会長に貫心流稽古会が発足した。
また、姫路では長野充孝の五男の長野大が設立した、しらさぎ剣友会でも貫心流剣術・居合術他が伝承されている。

## 系譜
現在活動している伝承者への伝系のみ記載。
- 宍戸司箭家俊
- 河野大内蔵昭
- 築山斎通
- 細六郎義知宗閑
- 細六郎義為呑空
- 細源九郎鉄腸斎致義
- 溝口甚五衛門鉄柱無端
- 山根大蔵正清
- 山根正雄
- 近江佐久郎輝勝
- 長野充孝
  - 三浦経一
  - 神竹静一礼士（神武会）
    - 福原吉隆
      - 松本秀邦

  - 長野大（しらさぎ剣友会）
  - 長野武大